# 莫斯巴赫河 (萊茨阿赫河支流)
47°49′50″N 11°52′56″E / 47.83050°N 11.88209°E

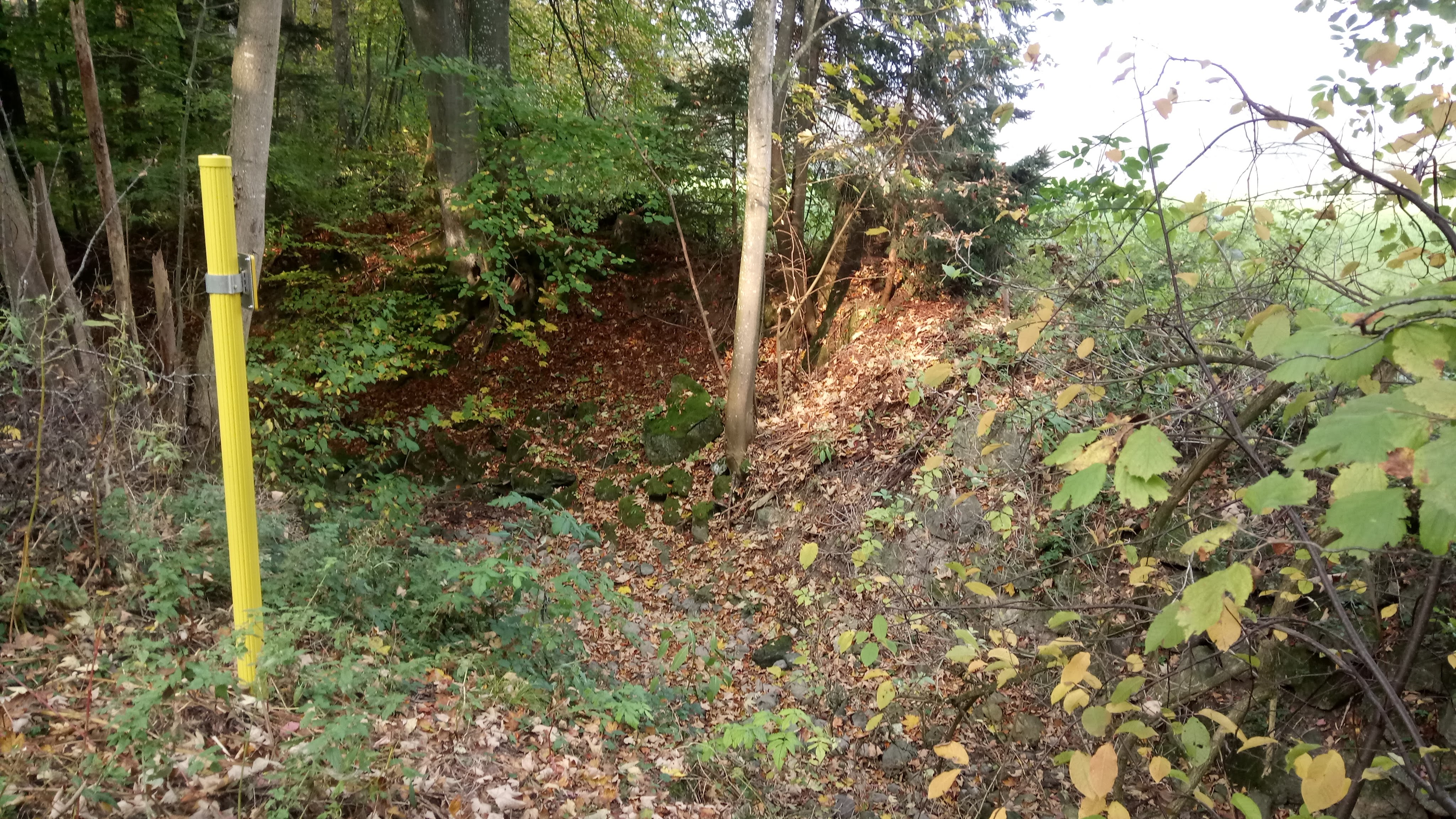

莫斯巴赫河（德語：Moosbach），是德國的河流，位於該國東南部，由巴伐利亞負責管轄，屬於萊茨阿赫河的右支流，河道全長2公里，流經芒法爾山脈。